# Cyperus neokunthianus
Cyperus neokunthianus är en halvgräsart som beskrevs av Georg Kükenthal. Cyperus neokunthianus ingår i släktet papyrusar, och familjen halvgräs. Inga underarter finns listade i Catalogue of Life.